# Paul Rodriguez (skateur)
Pour les articles homonymes, voir Paul Rodriguez et Rodriguez.
Paul Rodriguez, surnommé P-Rod, est né le 31 décembre 1984. Il est skateboarder professionnel. D'origine mexicaine, il est américain. Son père s'appelle lui aussi Paul Rodriguez et est un acteur célèbre. Il est le cousin de George Rodriguez (G-Rod). Bien qu'étant goofy, Paul Rodriguez maîtrise parfaitement le switch (consistant à skater regular pour les goofy et inversement).
Paul skate sur une planche 8.25. Il ride actuellement pour Primitive, marque qu’il a fondée lui-même, Venture Trucks, Andale bearings, Grizzly Griptape, Primitive, Markisa, Nixon, Incase, Target ainsi que pour Nike SB, la division skateboard de Nike. Il a, entre autres, gagné la compétition  « S.K.A.T.E. » contre Eric Koston.Il a gagné de nombreuses compétitions de skate, telles que les X games, et plus récemment le Dew tour.
En 2006, il a sorti sa propre vidéo, tournée avec des amis : Forecast.
Il skate dans une vidéo de Nike SB dans laquelle nous pouvons entendre Today Was A Good Day de Ice Cube où celui-ci apparaît à la fin de cette vidéo. Il a aussi sorti un film Street Dreams en octobre 2010 avec Ryan Dunn, Ryan Sheckler, Rob Dyrdek, Nelson Langlin, Terry Kennedy ainsi que Sean Malto.